# Liste der Monuments historiques in Montiers-sur-Saulx
Die Liste der Monuments historiques in Montiers-sur-Saulx führt die Monuments historiques in der französischen Gemeinde Montiers-sur-Saulx auf.

## Liste der Immobilien
| Bezeichnung         | Beschreibung | Standort                       | Kennzeichnung | Schutzstatus | Datum | Bild |
| ------------------- | --- | ------------------------------ | ------------- | ------------ | ----- | ---- |
| Kloster Écurey      | Zisterzienserkloster, im 12. Jahrhundert gegründet, 1791 aufgelöst und danach großenteils abgebrochen; Abtshaus, Gästehaus und Wirtschaftshof, 18. Jahrhundert; halbkreisförmig geschlossener Ehrenhof mit Portal, Tränke und Taubenturm; zugehörig die archäologischen Befunde des mittelalterlichen Klosters                                                         | Écurey, rue de l’Abbaye (Lage) | PA00125531    | Inscrit      | 1993  |      |
| Gießerei von Écurey | nach Aufhebung des Klosters gegründete Eisengießerei, Gebäudebestand im Wesentlichen aus dem 19. Jahrhundert; ganzheitliche Industrieanlage in einheitlicher Formensprache: Gießerei, Lagerhäuser für Gussformen, Schleif- und Modelierwerkstatt, Turbinenhaus, Versandhalle, Lagerhaus, Pförtnerei, wasserbauliche Anlagen, Arbeiterwohnhäuser mit Gärten und Kapelle | Écurey, rue de l’Abbaye (Lage) | PA55000039    | Inscrit      | 2013  |      |

## Liste der Objekte
| Bezeichnung                                                    | Beschreibung                                                                                    | Standort                                    | Kennzeichnung | Schutzstatus | Datum | Bild |
| -------------------------------------------------------------- | ----------------------------------------------------------------------------------------------- | ------------------------------------------- | ------------- | ------------ | ----- | ---- |
| Zwei Konsoltische                                              | Holz, bemalt, Marmor, 17. Jahrhundert; aus dem Kloster Écurey                                   | in der Friedhofskapelle St-Sébastien (Lage) | PM55000856    | Classé       | 1991  |      |
| Schachspiel                                                    | Buchsbaumholz, 18. Jahrhundert; vermutlich aus dem Kloster Écurey                               | im Hôtel de Ville (Lage)                    | PM55000841    | Classé       | 1991  |      |
| Skulptur Maria Immaculata                                      | Holz, 18. Jahrhundert                                                                           | in der Kirche St-Pierre-ès-Liens (Lage)     | PM55002101    | Inscrit      | 2004  |      |
| Paxtafel mit Sebastiansreliquiar                               | Messing, versilbert, um 1800; im Centre départemental d’art sacré in Saint-Mihiel deponiert     | in der Kirche St-Pierre-ès-Liens (Lage)     | PM55002097    | Inscrit      | 1994  |      |
| Kanzel                                                         | Eichenholz, Gusseisen, bemalt und vergoldet, um 1840                                            | in der Kirche St-Pierre-ès-Liens (Lage)     | PM55001196    | Classé       | 1996  |      |
| Osterleuchter                                                  | Holz, zweite Hälfte des 18. Jahrhunderts                                                        | in der Kirche St-Pierre-ès-Liens (Lage)     | PM55001169    | Classé       | 1997  |      |
| Gemälde Mariä Verkündigung                                     | Ölfarbe auf Leinwand, vergoldeter Holzrahmen, 1775 von François-Xavier Balthazard               | in der Friedhofskapelle St-Sébastien (Lage) | PM55000858    | Classé       | 1991  |      |
| Glocke                                                         | Bronze, 1611 gegossen; gusseiserner Klöppel, hölzernes Joch                                     | in der Friedhofskapelle St-Sébastien (Lage) | PM55000424    | Classé       | 1989  |      |
| Zwei Reliefs: Heiliger Antonius der Große und heilige Genoveva | Kalkstein, zweite Hälfte des 17. Jahrhunderts; aus dem Kloster Écurey                           | in der Kirche St-Pierre-ès-Liens (Lage)     | PM55001031    | Classé       | 1993  |      |
| Gemälde Christus küsst den heiligen Bernhard                   | Ölfarbe auf Leinwand, vergoldeter Holzrahmen, erste Hälfte des 18. Jahrhunderts                 | in der Friedhofskapelle St-Sébastien (Lage) | PM55000855    | Classé       | 1991  |      |
| Prozessionskreuz                                               | Messing, versilbert, 19. Jahrhundert                                                            | in der Kirche St-Pierre-ès-Liens (Lage)     | PM55002095    | Inscrit      | 1988  |      |
| Palla                                                          | Stoff, bestickt, 19. Jahrhundert; im Centre départemental d’art sacré in Saint-Mihiel deponiert | in der Kirche St-Pierre-ès-Liens (Lage)     | PM55002096    | Inscrit      | 1993  |      |
| Skulptur Heiliger Sebastian                                    | Eichenholz, farbig gefasst, 16. oder 17. Jahrhundert                                            | in der Kirche St-Pierre-ès-Liens (Lage)     | PM55002100    | Inscrit      | 1995  |      |
| Skulptur Notre-Dame d’Écurey                                   | Kalkstein, farbig gefasst, 14. Jahrhundert                                                      | in der Kirche St-Pierre-ès-Liens (Lage)     | PM55001377    | Classé       | 2003  |      |
| Gemälde Mariä Himmelfahrt                                      | Ölfarbe auf Leinwand, vergoldeter Holzrahmen, 17. Jahrhundert; aus dem Kloster Écurey           | in der Kirche St-Pierre-ès-Liens (Lage)     | PM55002094    | Inscrit      | 1988  |      |
| Kruzifix                                                       | Eichenholz, 16. oder 17. Jahrhundert                                                            | in der Kirche St-Pierre-ès-Liens (Lage)     | PM55002099    | Inscrit      | 1995  |      |
| Sechs Leuchter                                                 | Messing, vergoldet, Ende des 18. Jahrhunderts                                                   | in der Kirche St-Pierre-ès-Liens (Lage)     | PM55002098    | Inscrit      | 1994  |      |
| Gemälde Inspiration des heiligen Bernhards                     | Ölfarbe auf Leinwand, vergoldeter Holzrahmen, um 1775, eventuell von François-Xavier Balthazard | in der Friedhofskapelle St-Sébastien (Lage) | PM55000857    | Classé       | 1991  |      |
| Adlerpult                                                      | Eichenholz, Ende des 17. Jahrhunderts; aus dem Kloster Écurey                                   | in der Kirche St-Pierre-ès-Liens (Lage)     | PM55001030    | Classé       | 1993  |      |
| Chorgestühl                                                    | Holz, 18. Jahrhundert; aus dem Kloster Écurey                                                   | in der Kirche St-Pierre-ès-Liens (Lage)     | PM55002102    | Inscrit      | 2004  |      |